# Tıxlı
Tıxlı är en ort i Azerbajdzjan.   Den ligger i distriktet Xızı Rayonu, i den östra delen av landet, 90 km nordväst om huvudstaden Baku. Tıxlı ligger 598 meter över havet och antalet invånare är 546.
Terrängen runt Tıxlı är huvudsakligen kuperad, men söderut är den bergig. Runt Tıxlı är det ganska glesbefolkat, med 26 invånare per kvadratkilometer.. Närmaste större samhälle är Siadan, 17,6 km norr om Tıxlı. 
Omgivningarna runt Tıxlı är i huvudsak ett öppet busklandskap.